# Hirschdenkmal

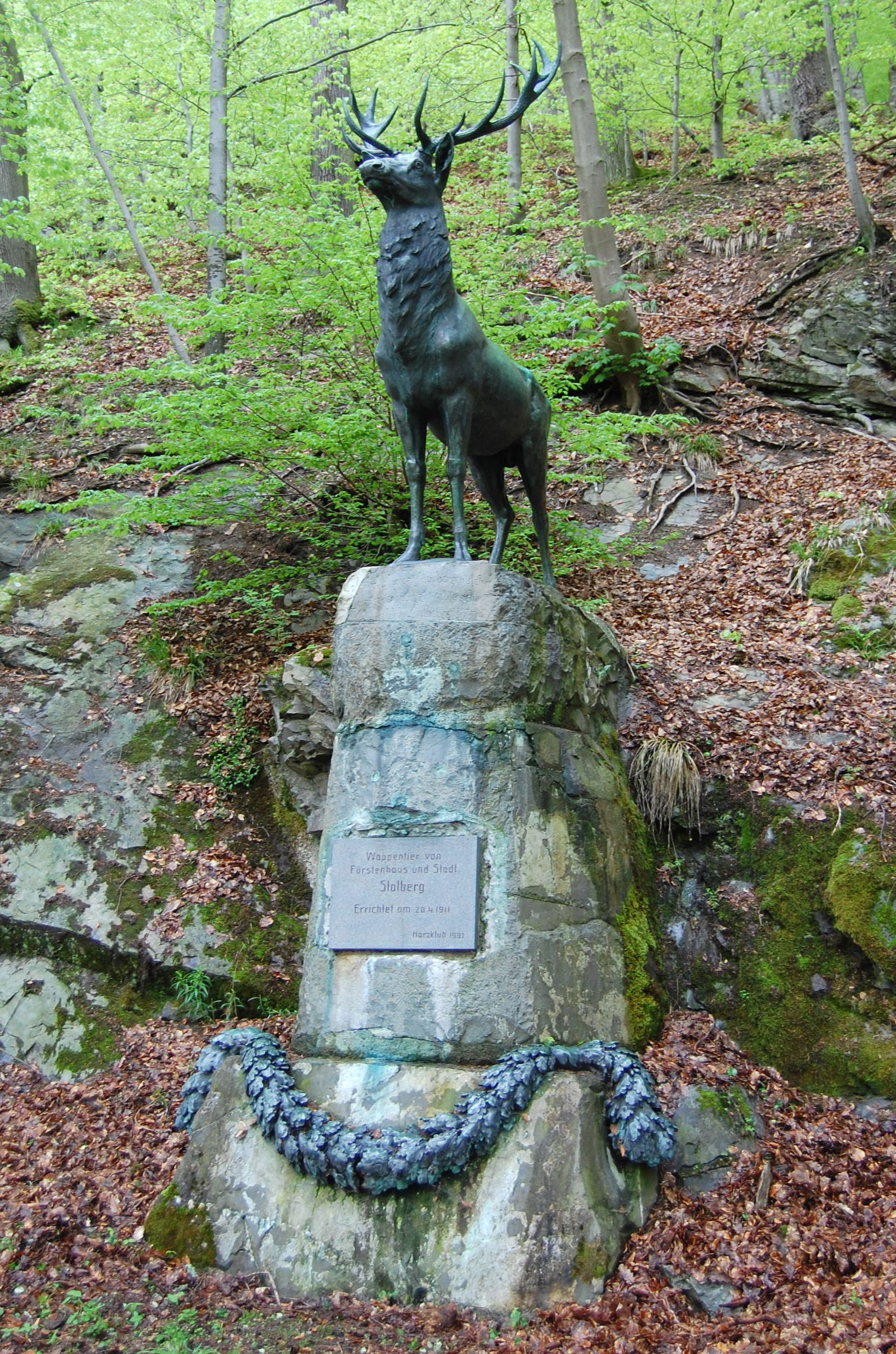
Hirschdenkmal

Das Hirschdenkmal ist ein Denkmal bei Stolberg (Harz) in Sachsen-Anhalt.
Das Denkmal befindet sich etwa einen Kilometer nordwestlich des Schlosses Stolberg im  Wald auf dem nördlichen das Tal der Lude begrenzenden Höhenzug. An der Vorderseite des Denkmals führt der Wanderweg vom Schloss zum Röhrenteich vorbei.
Der auf einem Sockel stehende schwarze aus Bronze gefertigte Hirsch ist das Wappentier der Stadt Stolberg und der Fürsten zu Stolberg. Der Harzklub ließ das Denkmal für das Wappentier am 28. April 1911 aufstellen. Der Waldweg diente damals als fürstliche Reitallee. Am Denkmal befanden sich ursprünglich zwei Medaillons, die an den 1903 verstorbenen Fürsten Alfred zu Stolberg und dem merkwürdigerweise nur drei Tage später bei einem Jagdunfall ums Leben gekommenen Erbgrafen Wolfgang zu Stolberg erinnerten. 1945 wurden die Medaillons entfernt. Nachbildungen befinden sich im Stolberger Museum Alte Münze, die inzwischen wieder an Denkmal angebracht wurden. Auf dem Sockel befindet sich die folgende Inschrift: „Solange die buche auf den bergen steht – Solange der hirsch zu walde geht – Solange blüht Stolbergs stamm“ Auf einer weiter unten angebrachten, inzwischen wieder entfernten Tafel war vermerkt: Wappentier von Fürstenhaus und Stadt Stolberg – Errichtet am 28. 4. 1911 – Harzklub 1997.